# 柏会

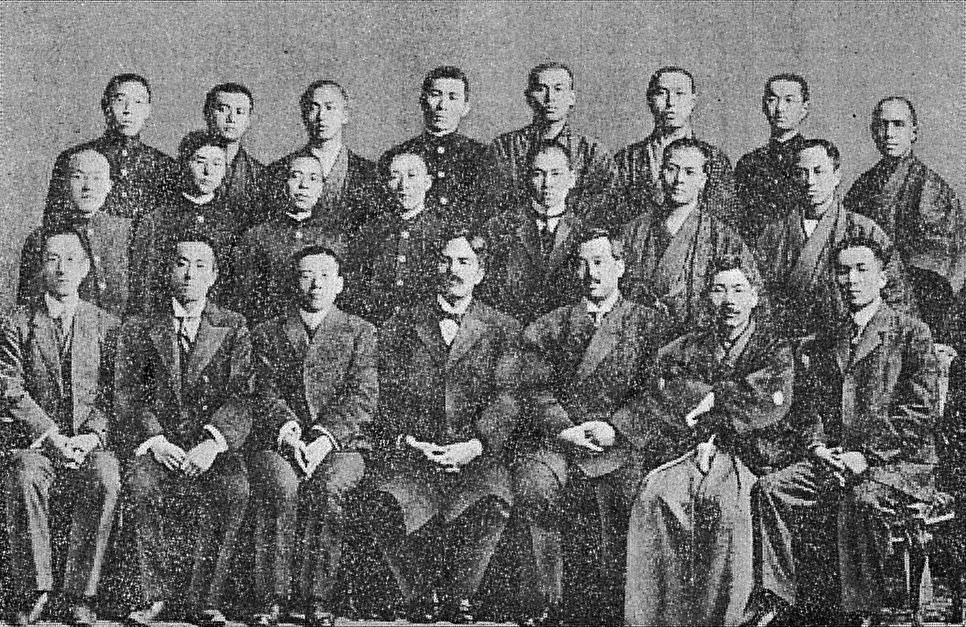
柏会の集合写真、前列中央が内村鑑三

柏会（かしわかい）は、第一高等学校（現・東京大学）が、内村鑑三のもとで形成して、1908年から1916年まで存在した聖書研究会である。
1908年に、第一高等学校の校長新渡戸稲造のもとで読書会グループを形成した学生たちが、新渡戸の紹介状をもって、東京柏木にいた内村鑑三の聖書研究会門下になることになった。
この時期、内村の聖書研究会には、東京教友会が存在していたが、このグループは内村によって柏会と命名された。10月29日に第一回柏会の会合が開かれて、明治末期には二十数名の会員がいた。
柏会は1916年(大正5年)10月に解散し、江原万里、金沢常雄、藤井武、黒崎幸吉、塚本虎二、矢内原忠雄、三谷隆正、三谷隆信、前田多門たちが純粋信仰的集団の「エマオ会」を結成した。

## 主な会員
- 岩永裕吉
- 江原万里
- 金井清
- 川西実三
- 黒木三次
- 黒崎幸吉
- 沢田廉三
- 膳桂之助
- 高木八尺
- 田中耕太郎
- 田島道治
- 塚本虎二
- 鶴見祐輔
- 前田多門
- 三谷隆正
- 三谷隆信
- 森戸辰男
- 藤井武
- 矢内原忠雄